# Agenzia europea per la ricostruzione
L'Agenzia europea per la ricostruzione (abbr. EAR) era un'agenzia della Commissione europea che amministrava una parte degli aiuti della comunità europea al Kosovo, alla Repubblica di Macedonia, alla Serbia e al Montenegro. L'Agenzia aveva sede a Salonicco (Grecia), mentre sedi operative si trovavano a Skopje, Pristina, Belgrado e Podgorica.
L'Agenzia si interessava di questioni riguardanti lo sviluppo economico, la giustizia, la finanza pubblica, il settore energetico, la difesa delle minoranze, l'agricoltura, la sanità e l'istruzione.
L'origine dell'Agenzia va ricercata nelle circostanze che si crearono dopo la guerra del Kosovo. A partire dai primi anni 2000, l'Agenzia prese in mano la direzione operativa di una task force della Commissione Europea per la Ricostruzione del Kosovo, un organo temporaneo di emergenza creato nell'estate del 1999, subito dopo la fine dell'intervento armato diretto dalla NATO contro la Serbia. L'Agenzia aprì la sua prima sede operativa nella città di Pristina (Kosovo).
L'Agenzia si occupò inizialmente della ricostruzione e della riparazione delle principali infrastrutture che garantivano i servizi pubblici primari. Fu dato supporto per una rapida messa in funzione di strutture come centrali energetiche, acquedotti e alloggi per la popolazione. Allo stesso tempo l'Agenzia supportò il ripristino e lo sviluppo di attività commerciali, fabbriche, agricoltura, sanità; inoltre diede un grande contributo in particolare  alla ricostruzione di edifici della Pubblica Amministrazione.
L'Agenzia ha concluso le proprie attività nel dicembre del 2008.